# Bennett Lewis
Wilfrid Bennett Lewis (24 juin 1908 - 10 janvier 1987) est un scientifique nucléaire et manager canadien dont le travail se révéla crucial dans la mise au point du réacteur CANDU.

## Distinctions
- Fellow de la Royal Society[2]